# Серёна
Серёна — река в России, протекает в Калужской области. Устье реки находится в 35 км по левому берегу реки Жиздры. Длина реки составляет 108 км, площадь водосборного бассейна — 1130 км².
Берёт начало близ деревни Покров Мещовского района, протекает по территории Мещовского ополья. На правом берегу реки находится старинный населённый пункт Серенск. В районе посёлка Староселье пересекает федеральную автодорогу М3.
Система водного объекта: Жиздра → Ока → Волга → Каспийское море.

## Данные водного реестра
По данным государственного водного реестра России относится к Окскому бассейновому округу, водохозяйственный участок реки — Ока от города Белёв до города Калуга, без рек Упа и Угра, речной подбассейн реки — бассейны притоков Оки до впадения Мокши. Речной бассейн реки — Ока.
Код объекта в государственном водном реестре — 09010100512110000020254.

### Притоки (км от устья)
- 26 км: река Сажня (лв)
- 53 км: река Перемера (лв)
- 64 км: река Клютома (лв)
- 78 км: река Большая Нигва (Нигва) (лв)
- 90 км: река Локнава (пр)

## Примечания